# Амелия Великобританская
Не путать с Амелией Великобританской, её двоюродной бабушкой
Аме́лия Великобрита́нская (англ. Amelia of the United Kingdom), при рождении Аме́лия Софи́я Элеоно́ра (англ. Amelia Sophia Eleanor; 7 августа 1783, Королевская Лоджа, Виндзор — 2 ноября 1810, Августа-Лоджа, Виндзор) — член британской королевской семьи, самая младшая дочь короля Георга III и Шарлотты Мекленбург-Стрелицкой, умерла в возрасте 27 лет от туберкулёза, замуж не выходила.

## Биография

### Ранняя жизнь

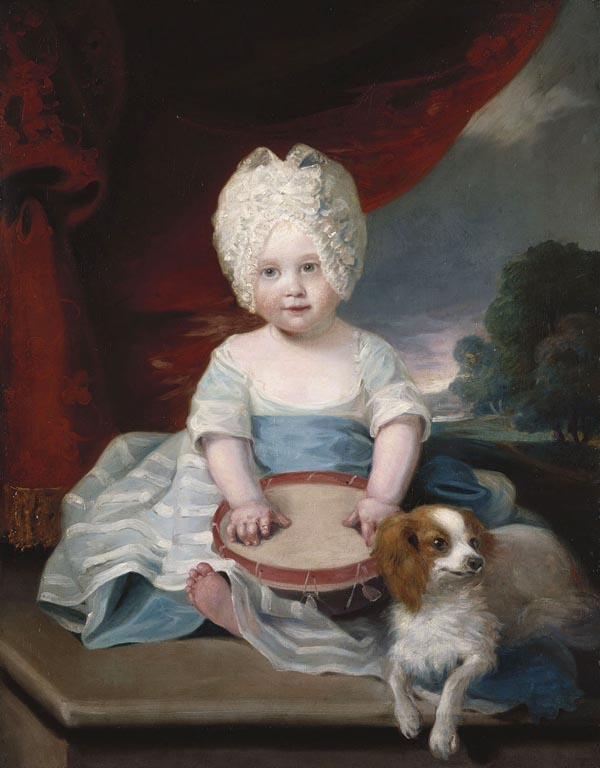
Амелия в 1785 году. Автор — Джон Хоппнер

Амелия родилась 7 июля 1783 года в Королевской Лодже на территории Виндзорского замка. Она стала пятнадцатым и самым младшим из детей английского короля Георга III, и его супруги Шарлотты Мекленбург-Стрелицкой. Считалась любимицей отца, который ласково называл её Эмили. Перед Амелией у её родителей родилось двое мальчиков, принцы Альфред и Октавий, умершие в младенчестве. Разница в возрасте между Амелией и самой младшей из всех детей короля, принцессой Софией, была шесть лет. Как дочь царствующего монарха Великобритании с рождения получила титул Её Королевское Высочество принцесса Великобританская и Ирландская.
Крестили принцессу в королевской капелле Сент-Джеймсского дворца под руководством архиепископа Кентерберийского Джона Мура 17 сентября 1783 года. Восприемниками Амелии стали принц Уэльский Георг (брат принцессы), королевская принцесса Шарлотта (старшая сестра) и принцесса Августа София (другая старшая сестра). Одна из старших сестёр Амелии писала брату Вильгельму: «Наша маленькая сестра, без преувеличения, одна из самых красивых малышек, которых я когда-либо видела». По свидетельствам современников, принцесса росла красивым и обаятельным ребёнком, и считалась любимицей своего отца. С раннего возраста Амелия понимала свой высокий ранг. Известная британская актриса Сара Сиддонс однажды при встрече с маленькой принцессой выразила желание поцеловать её руку. Когда она приблизилась к ребёнку, то та мгновенно отдёрнула свою левую руку к себе, не дав актрисе поцеловать её. С детства Амелия больше всего общалась со своими сёстрами Марией и Софией. Дети мало виделись с родителями, сообщая им о своей жизни в основном в письмах. Когда Амелии было всего пять лет, у короля случился первый приступ безумия, отдаливший друг от друга отца и дочь.

### Юность, болезнь и смерть

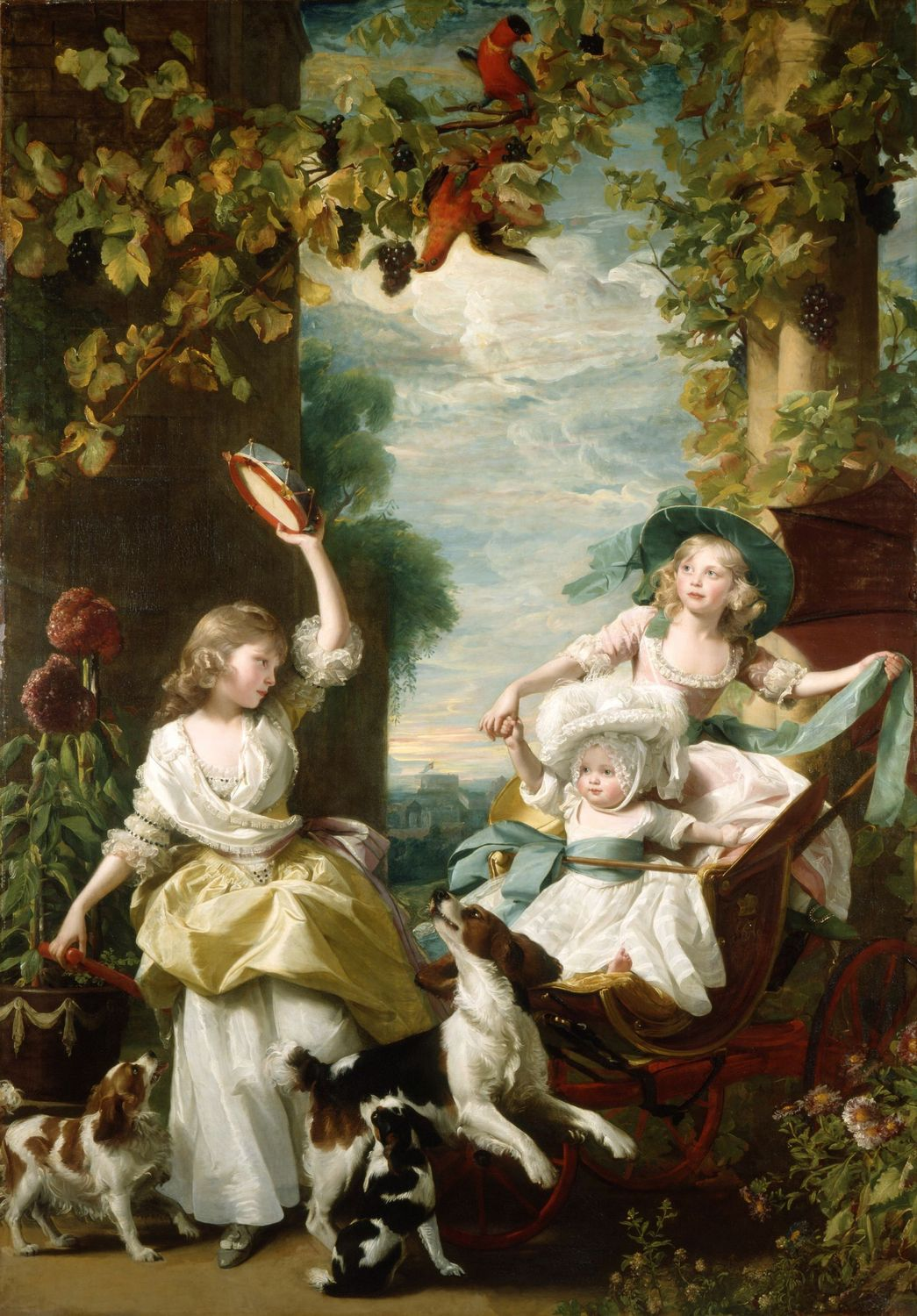
Джон Сингтон Копли. «Портрет младших дочерей короля», 1785

До 1788 года король Георг III обещал своим дочерям взять их с собой в Ганновер, где попробует выдать их замуж за представителей европейских династий. Он писал, что «не отрицает того, что не хотел бы, чтобы дочери выходили замуж и покидали Британию, он счастлив в их компании и не хочет делить её с кем-то ещё». Но из-за ухудшения психического состояния эта поездка так и не состоялась. Дочери оставались узницами королевского двора, да и королева Шарлотта не хотела оставаться одна с безумным мужем, держа дочерей возле себя. Амелия вместе с сёстрами находились под постоянным надзором и не могли общаться с молодыми людьми их возраста.
В 1798 году у Амелии разболелись суставы в области колена. Мать отправила её в приморский город Уэртинг для отдыха и лечения. Оттуда принцесса писала отцу: «Конечно, пар и тёплое купание в морское воде помогут мне и я могу Вас заверить, что поправлюсь». В следующем году Амелия смогла восстановиться и принять участие в поездке семьи в Уэймут, где она сблизилась со своей племянницей принцессой Шарлоттой Уэльской. Но болезни вскоре дали о себе знать. Начиная с пятнадцатилетнего возраста, у Амелии стали проявляться симптомы туберкулёза.
В 1801 году принцессу отправили на лечение в Уэймут. Среди тех, кто сопровождал дочь короля, был достопочтенный Чарльз Фицрой, сын Чарльза Фицроя, 1-го барона Саутгемптона. Амелия влюбилась в него, хотя разница между ними была 21 год. Принцесса хотела заключить с ним брак, о чём написала матери в Лондон. Королева Шарлотта спокойно отнеслась к желанию дочери, и ничего не сказала королю, боясь, что подобное заявление может вызвать новый приступ безумия. Амелия и Чарльз в брак так и не вступили из-за принятого в 1772 году закона о королевских браках, запрещавшего брак с лицами некоролевской крови. Позже Амелия писала брату Фредерику, герцогу Йоркскому, что считала Чарльза своим мужем и подписывалась именем «Амелия Фицрой».
В 1808 году принцесса Амелия заболела корью. Она находилась в постоянной депрессии рядом с матерью, которая не выпускала дочь за пределы Виндзора. Король Георг снова отправил дочь на лечение в Уэймут вместе со старшей сестрой Марией. Её здоровье немного улучшилось. В 1809 году принцесса совершала небольшие прогулки в садах. Улучшение Амелии было кратковременным, она заболела рожей, вернулась домой к матери и в августе 1810 году слегла в постель. Король направил к дочери несколько врачей. Рядом с Амелией постоянно находилась её сестра Мария. 2 ноября, в день рождения её брата Эдуарда, Амелия скончалась. Для короля в память о младшей дочери было сделано кольцо, в котором находилась прядь волос его любимой дочери, усыпанное бриллиантами. Всё имущество Амелии, по её воле, было передано Чарльзу Фицрою. Похоронили дочь короля 13 ноября 1810 года в часовне Святого Георгия в Виндзорском замке.
После смерти принцессы её доверенное лицо Джордж Вильерс, пытался шантажировать короля и королеву письмами, принадлежавшими Амелии, чтобы те простили ему долг в размере 250 000 фунтов стерлингов. Смерть молодой принцессы историки называют причиной наступления полного безумия короля, регентом которого с 1811 года стал его сын Георг. Личный врач Георга III писал, что после того, как монарх узнал о смерти дочери, то находился в «диком и постоянном бреду». Он обвинял в её смерти врачей, и говорил, что «его дочь всегда чувствовала себя хорошо в кругу семьи и никогда не старела».